# Columbarium
Ne doit pas être confondu avec Crématorium ou Colombier.

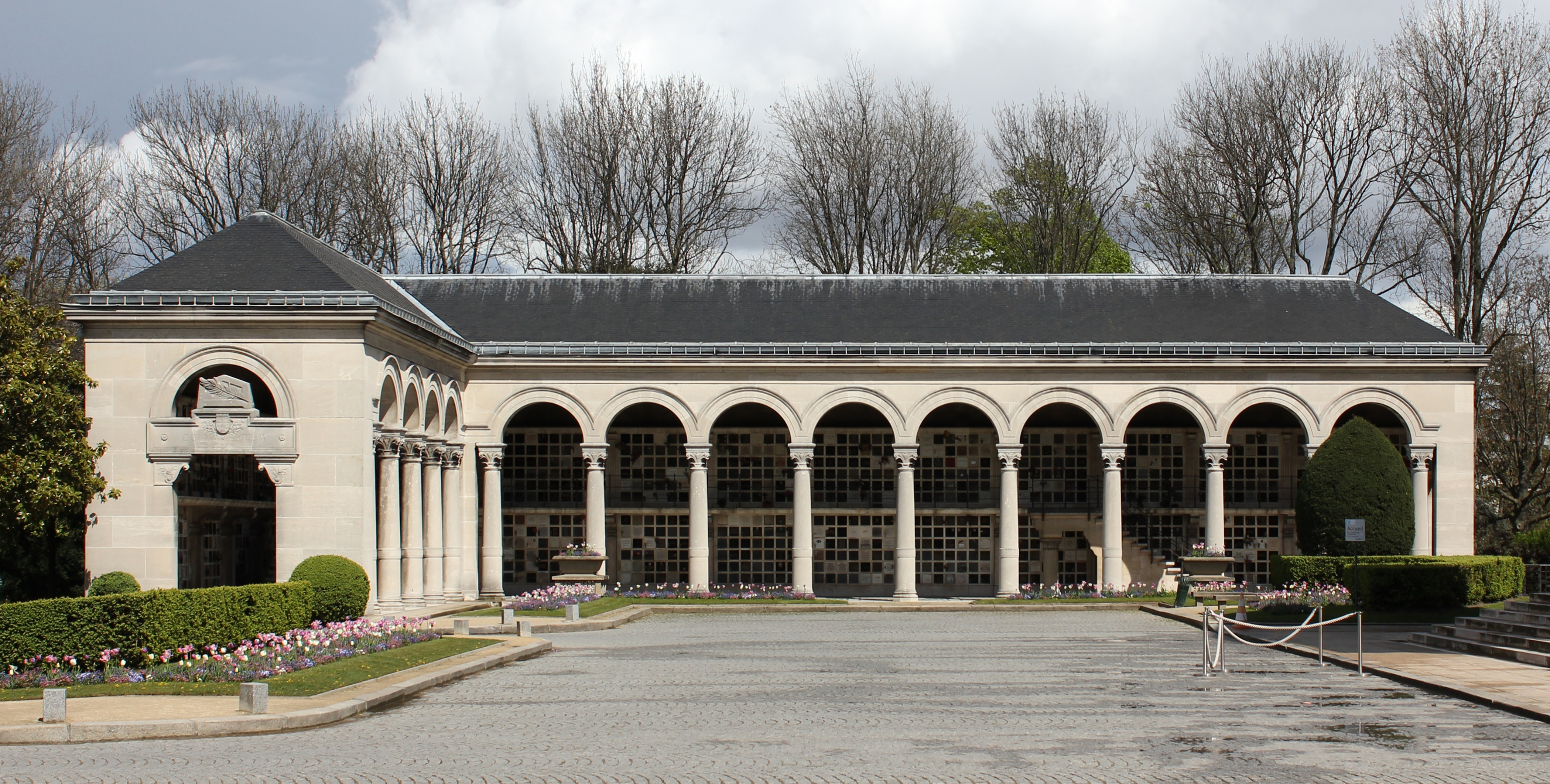
Aile Nord-Est du Columbarium du cimetière du Père-Lachaise (Paris).

Le columbarium (dérivé du latin columba, « niche de  pigeon »), ou colombarium, est un lieu (le plus souvent dans un cimetière) où sont conservées, dans des niches, les urnes cinéraires contenant les cendres des morts.

## Histoire du mot
Le mot vient du latin classique columbarium « colombier », construction destinée à abriter les pigeons, qui s'abritent dans des niches creusées dans les murs, appelées boulins. Par analogie et toujours dans la langue latine, le terme a été utilisé pour désigner les niches où l'on plaçait les urnes funéraires. Ce sens est attesté dans plusieurs inscriptions. On trouve aussi la forme « colombaire ». Quant au pluriel, on trouve « columbariums », colombariums et « columbaria » (pluriel neutre latin, deuxième déclinaison).  
Le philologue et historien allemand Ernst Samter (1868-1926) relève que le nom est devenu courant pour les niches des grands monuments funéraires romains destinées à recevoir des urnes cinéraires, mais, ajoute-t-il, dans l'usage moderne, ce nom est appliqué à tort à l'ensemble du bâtiment, les inscriptions parlant pour celui-ci d'ossuaire, de sépulcre ou encore de monument. 
D'autre part, en raison de leur ressemblance avec les niches d'un pigeonnier, les ouvertures dans la paroi latérale d'un navire par lesquelles les rames sont insérées sont également appelées columbariums. C'est le cas par exemple dans les galères.

## Histoire

### Rome antique

#### Structure
Dans la Rome antique, les columbaria étaient de grandes chambres où les restes incinérés étaient placés dans des petites niches creusées dans les murs. Ces niches étaient décorées par des plaques commémoratives ou des sculptures à l'effigie du mort.

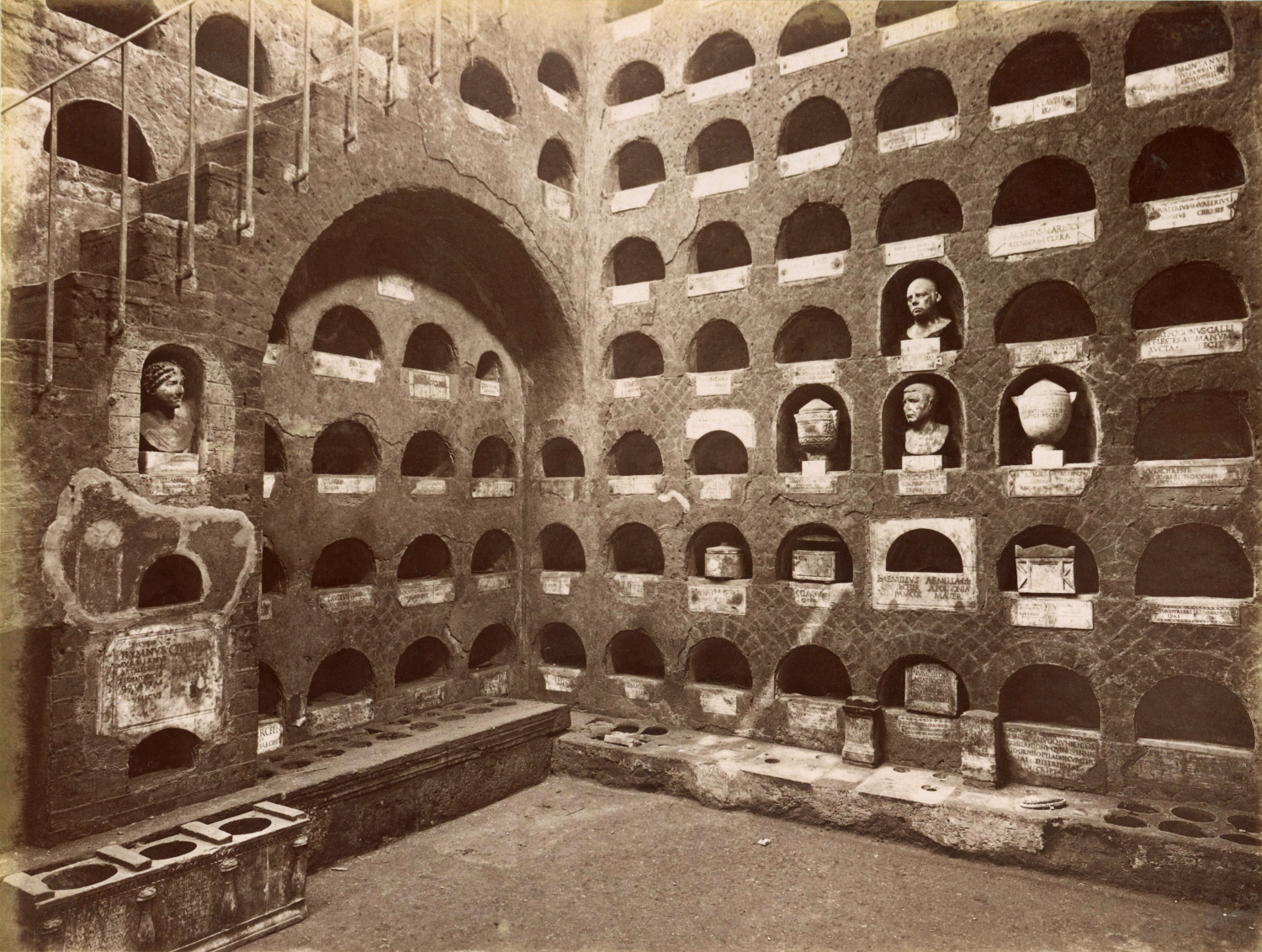
Vue du columbarium de Vigna Codini (Rome)

Les tombes des columbariums étaient en général construites entièrement ou partiellement sous terre, ce qui était rendu possible par le sol de tuf de la zone de Rome. il s'agissait de vastes salles semi enterrées, dans les parois desquelles étaient creusées de nombreuses niches. Mais on les trouve aussi bâties en surface, par exemple dans la région d'Ostie ou à Pompéi. Ils sont le plus souvent de plan rectangulaire, avec les niches disposées de façon régulière le long des murs, en lignes étagées, certaines structures comptant jusqu'à neuf lignes superposées. Les niches pouvaient recevoir deux urnes ou plus, et elle était fermée par un couvercle portant une plaque indiquant à qui appartenaient les cendres. Certaines servaient aussi à déposer des offrandes ou des bustes.

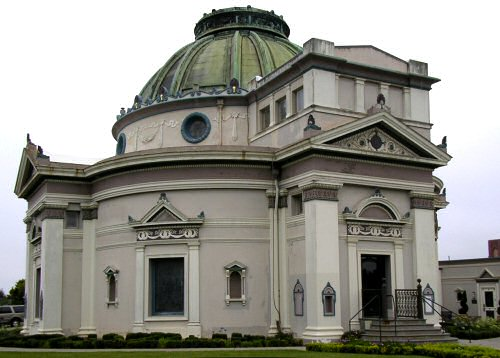
Le Columbarium de San Francisco, de facture néo-classique (1898, architecte : Bernard J. S. Cahill)

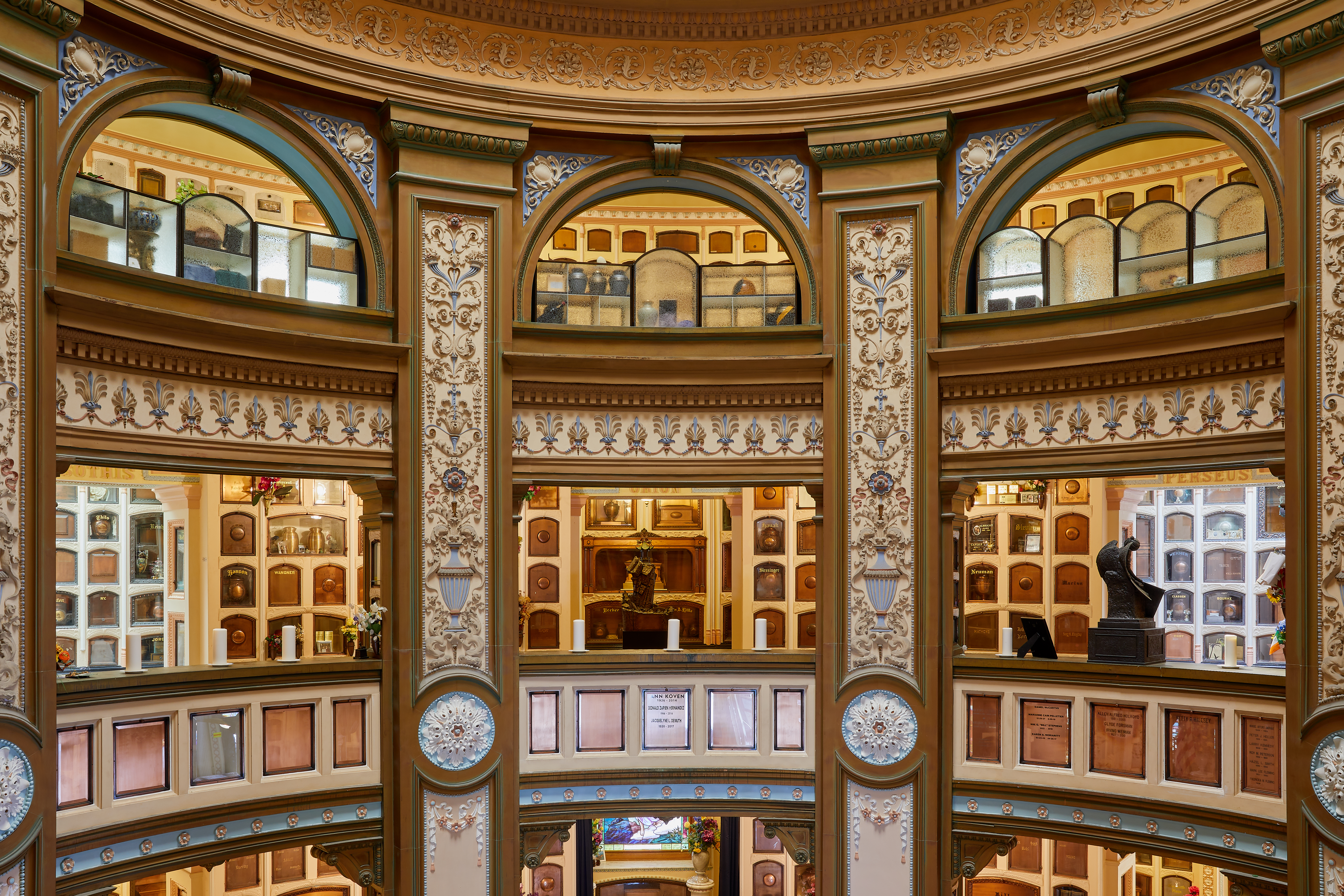
Intérieur du columbarium de San Francisco, vu depuis le 2^{e} étage. On distingue bien les niches qui abritent les urnes.

#### Fonction(nement)
Pour ce qui est de Rome, on a trouvé des columbariums tout autour de la ville.  Le plus souvent, les grandes familles les réservaient à leurs esclaves et affranchis. Un des plus grands est celui des affranchis de Livie, la seconde épouse d'Auguste,. Il s'agit d'un des trois columbariums construits pour les affranchis, à la Vigna Codini. Les columbariums étaient plus ou moins richement décorés, les plus riches étant peints ou plaqués de marbre. Les niches sont parfois flanquées de colonnettes. Quant aux urnes, elles étaient d'habitude en terre, parfois en albâtre. Les plus riches se présentent sous la forme de coffrets sculptés. 
Les columbariums sont devenus courants au début de l'époque impériale. Le prix des terrains augmentant fortement, les gens les moins fortunés ne pouvaient plus construire de monuments individuels. D'autre part, il se peut que leur origine soit aussi liée à la fermeture du cimetière de l'Esquilin, où étaient enterrés jusque là les gens pauvres.  
En effet, pour les plus pauvres, acheter une place dans un columbarium était souvent le seul moyen d'échapper à la fosse commune. Parfois, des particuliers se constituaient donc en associations funéraires (collegia funeratica) pour partager les frais de construction. Les membres de ces associations n'étaient pas particulièrement pauvres, mais ils ne réunissaient pas forcément des gens pauvres. De toute façon, les droits d'entrée dans l'association et les frais n'étaient pas à la portée des plus pauvres. Grâce à cette mise en commun des fonds il était possible de construire des monuments de plus belle allure; quant au cadre collégial, il permettait à la communauté de faire son deuil et de se souvenir du défunt, d'exprimer la perte que son décès représentait pour la famille, les amis et les collègues. 
D'autres fois, il s'agissait de spéculateurs qui revendaient les places : l'un des Columbarium de Vigna Codini (en), situé entre le tombeau des Scipion et le Mur d'Aurélien en est un exemple. 
Des empereurs auraient attribué des allocations funèbres aux plus indigents, pour qu'ils puissent obtenir une place dans ces columbaria. 

#### La Vigna Codini
Il s'agit d'un ensemble de trois grands bâtiments funéraires indépendants, situés dans le sud de Rome. Chacun d'eux abrite des centaines de loculi et de niches pour les urnes cinéraires. Les fresques et les stucs colorés qui ornent les murs sont extraordinairement bien conservés, tout comme les tableaux avec les noms peints et gravés des défunts, ainsi que les nombreuses épigraphes en marbre. Cet ensemble remonte au début du Ier siècle de notre ère.
On trouve aussi à Rome le columbarium de Pomponius Hylas, le long de la Voie Appienne  avec ses fresques, ses mosaïques et autres décorations, un des plus remarquables exemples de l'antiquité romaine; ainsi que le columbarium de Tiberius Claudius Vitale, sur le Coelius.

#### Évolution
La plupart des columbariums ont été construits sous les règnes d'Auguste et de Tibère. À partir du IIe siècle, on voit apparaître des sarcophages dans les columbariums, signe que l'incinération était progressivement abandonnée au profit de l'inhumation. Ce changement est lié à la progression de la croyance dans la résurrection des corps.

## Époque contemporaine

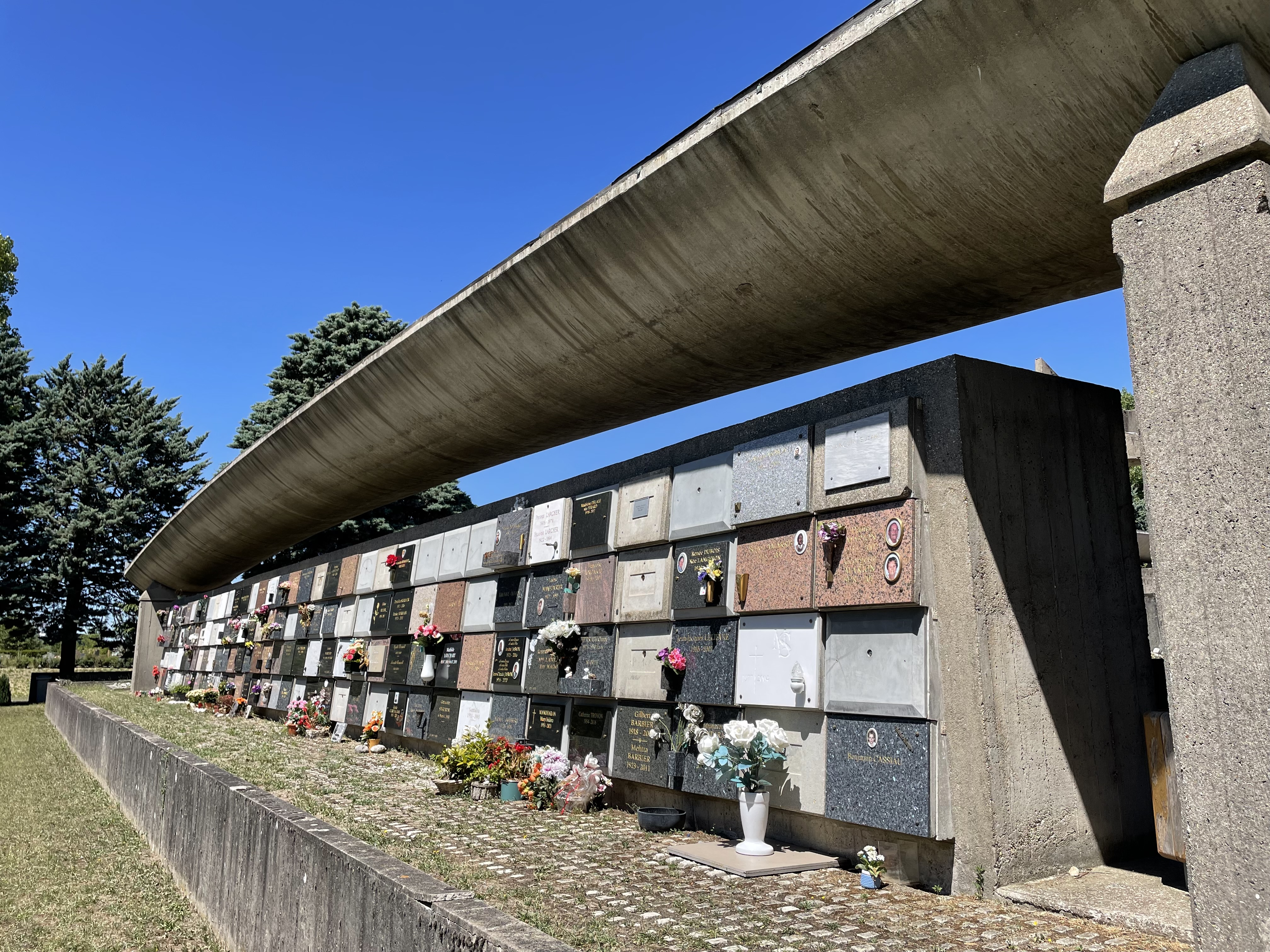
Columbarium au cimetière des Joncherolles.
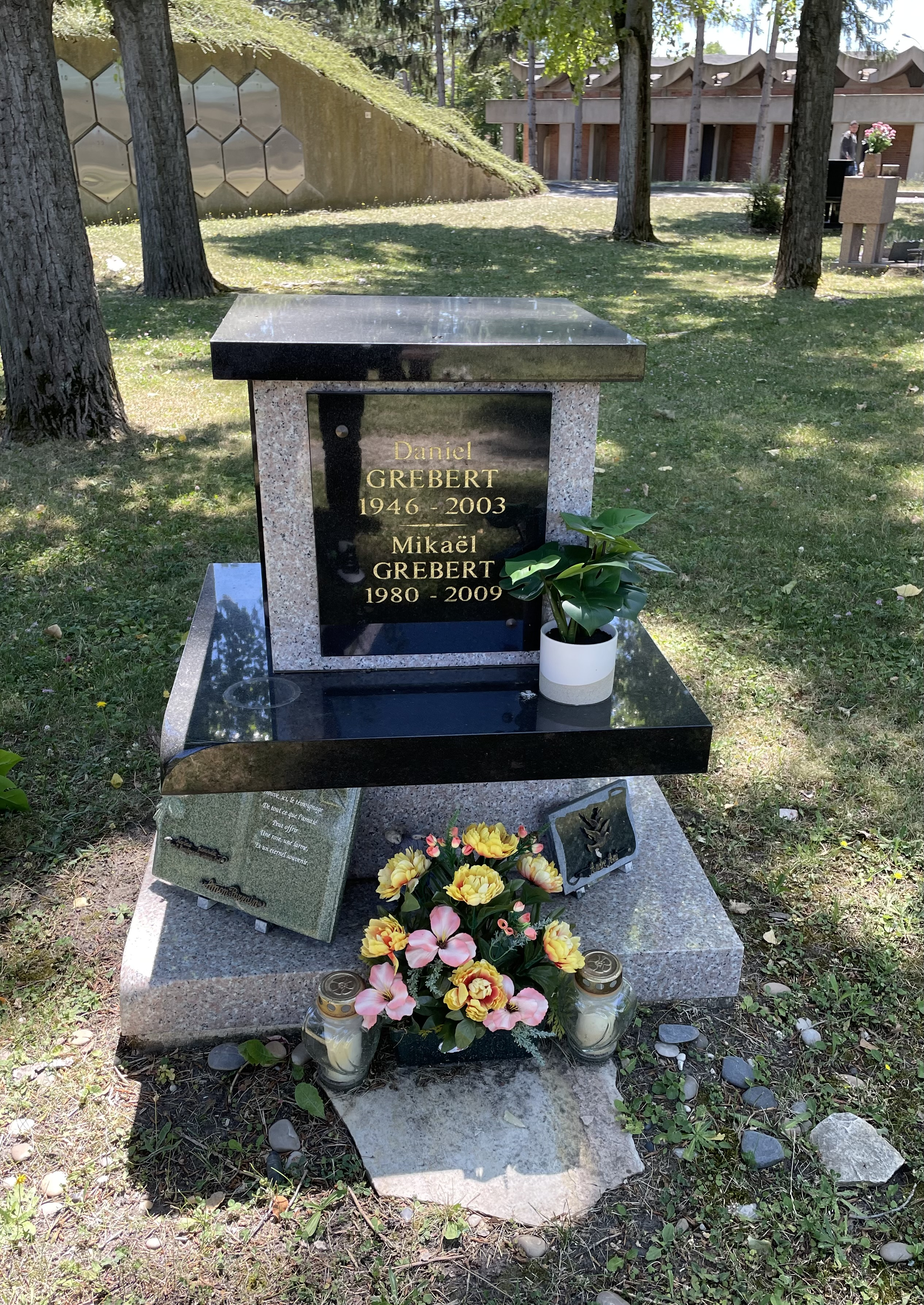
Concession enherbée.
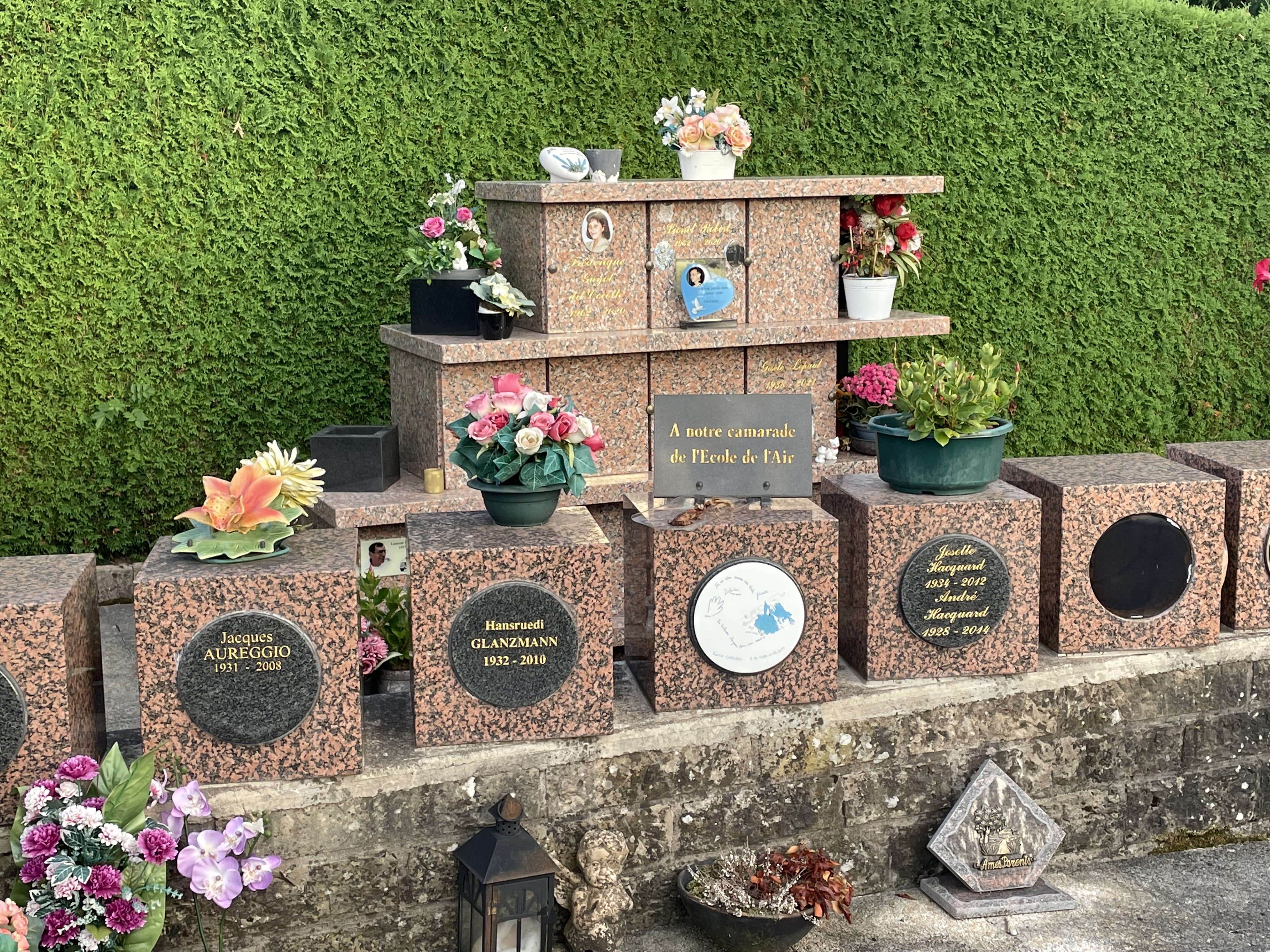
En cases individuelles ou empilées.
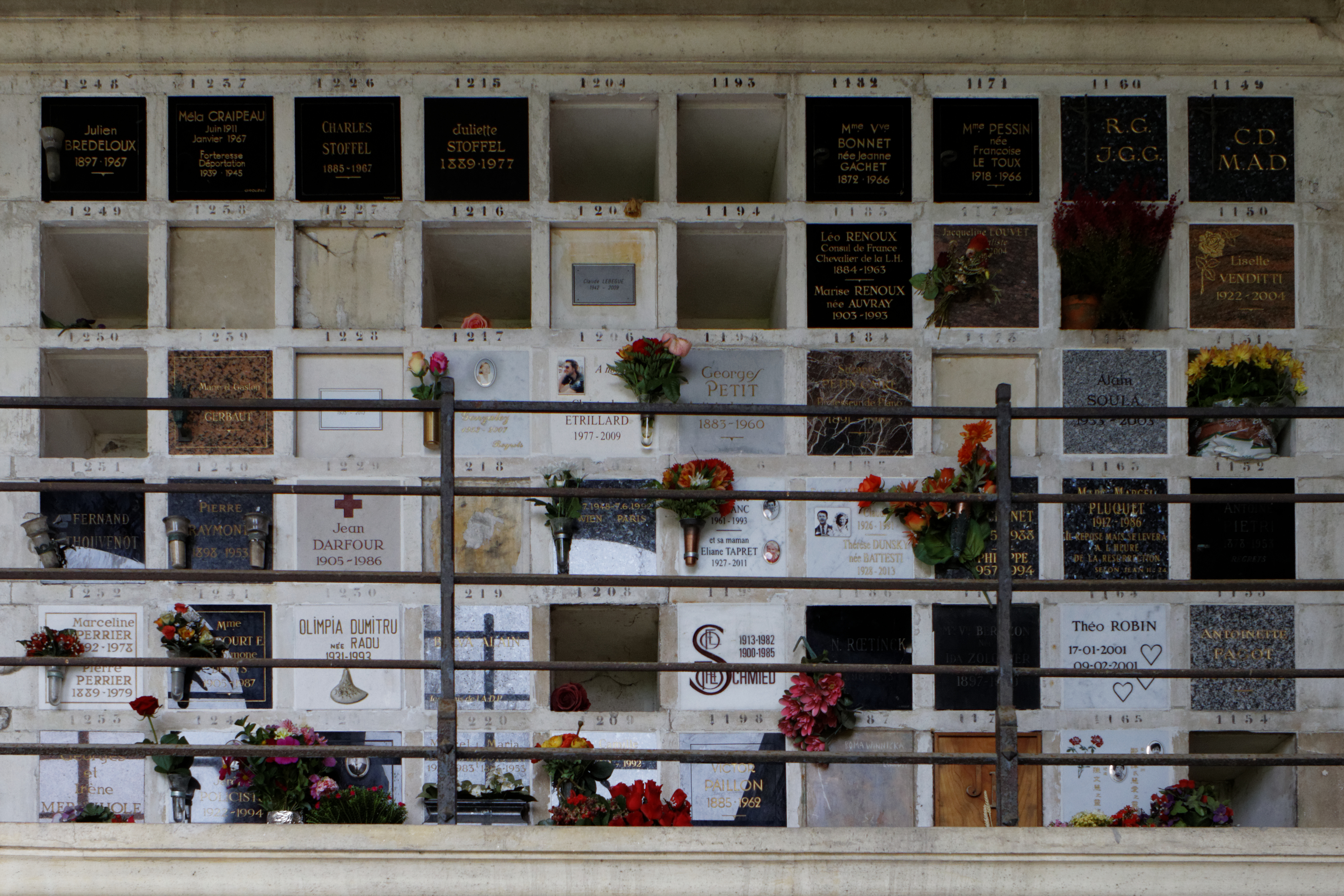
Division 87 au Crématorium-columbarium du Père-Lachaise à Paris.
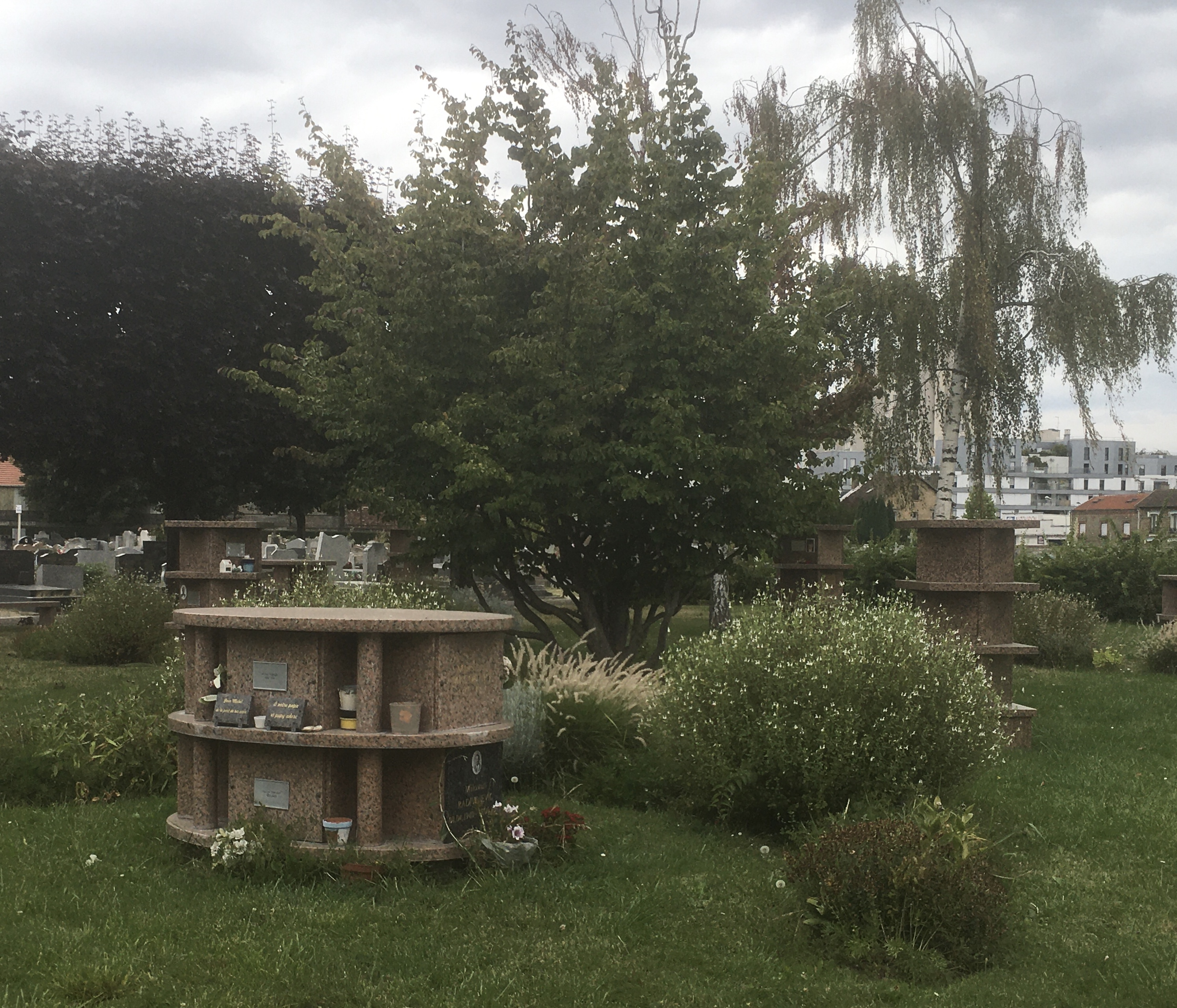
Columbarium paysager à Saint-Ouen.
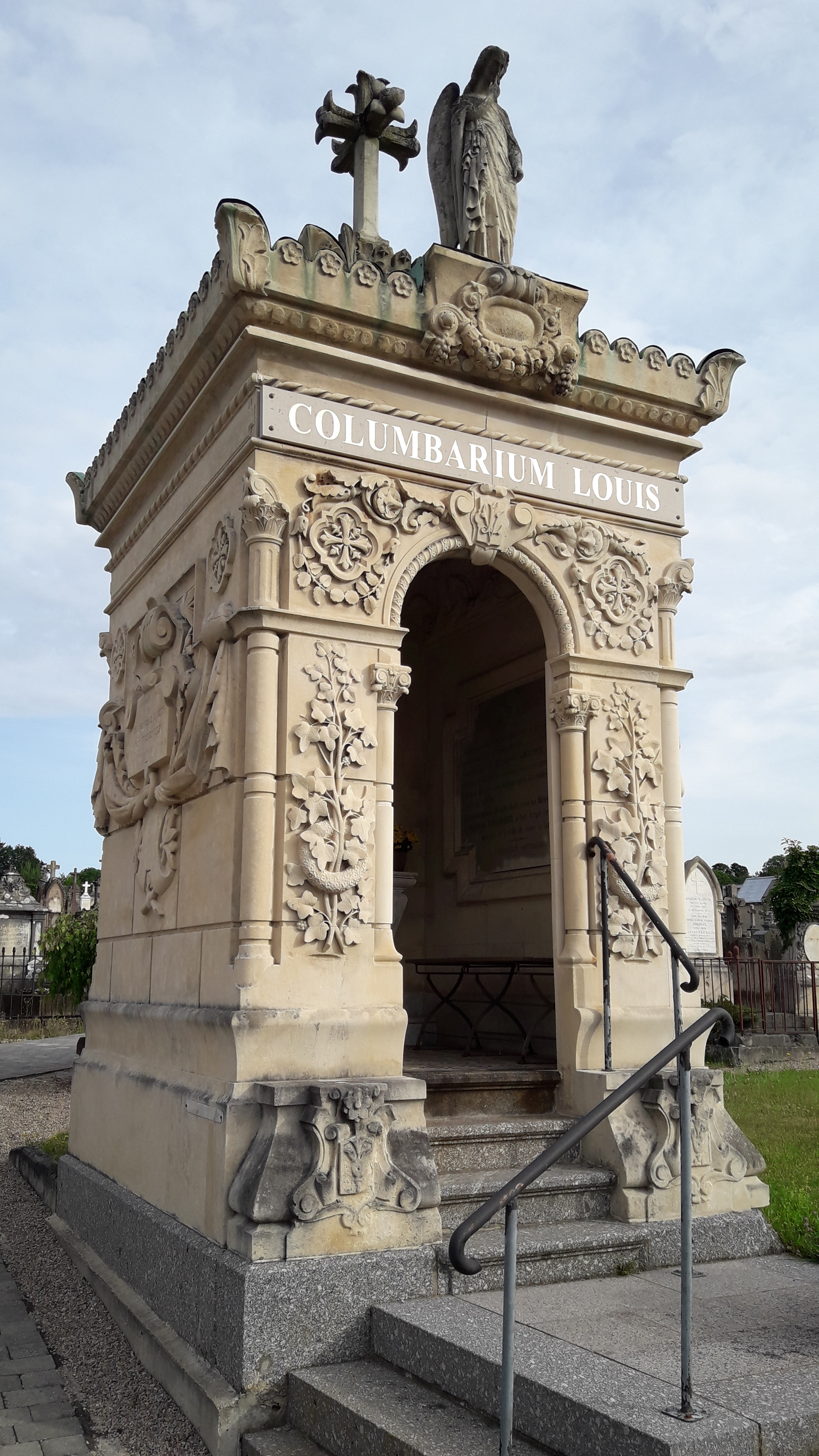
Ancienne chapelle devenue colombarium au cimetière de Saint-Dié-des-Vosges.

### Rome Antique
- (en) John Bodel, « From Columbaria to Catacombs: Communities of the Dead in Pagan and Christian Rome », dans Laurie Brink O.P. & Deborah Green (Eds.), Commemorating the Dead: Texts and Artifacts in Context, Berlin, Walter de Gruyter GmbH & Co, 2008 (ISBN 978-3-110-20054-6, lire en ligne), p. 177–242.
- (it) Kammerer Grothaus Helke, « Camere sepolcrali de' Liberti e Liberte di Livia Augusta ed altri Caesari », Mélanges de l'École française de Rome. Antiquité, vol. 91, no 1,‎ 1979, p. 315-342 (DOI https://doi.org/10.3406/mefr.1979.1190)
- (de) Henner von Hesberg & Michael Pfanner, « Ein augusteisches Columbarium im Park der Villa Borghese », Jahrbuch des Deutschen Archäologischen Instituts, vol. 103,‎ 1988, p. 465-487 (lire en ligne)

### Époque contemporaine
- Arnaud Esquerre, « Les morts mobiles: Étude sur la circulation des cendres en France », Raisons politiques, vol. 41, no 1,‎ 2011, p. 69-85. (DOI https://doi.org/10.3917/rai.041.0069)
- (de) Folkert Fendler, Thomas Klie, Sieglinde Sparre (Hrsg.), Letzte Heimat Kirche: Kolumbarien in Sakralräumen, Leipzig, Evangelische Verlagsanstalt, 2014, 196 p. (ISBN 978-3-374-03894-7)
- (de) Ulrich Hübnergeboren, Kunst und Architektur der deutschen Feuerbestattungsanlagen im historischen Kontext unter besonderer Berücksichtigung der Krematorien in Sachsen (Thèse de doctorat), Dresden, 2013, 426 p. (lire en ligne), p. 13-29